# Cichy (nazwisko)
Cichy – polskie nazwisko, które noszą 6772 osoby w Polsce. Formy żeńskie: Cichy, Cicha, Cichowa. 

## Osoby  o tym nazwisku
- Harry Cichy - aktywista konsumencki, który doprowadził do przejęcia przez Candy brytyjski oddział firmy Hoover.
- Leszek Cichy – alpinista
- Michael Cichy – hokeista na lodzie
- Michał Cichy – dziennikarz, publicysta
- Stefan Cichy – biskup
- Tomasz Cichy – hokeista na trawie
- Witold Cichy – piłkarz
- Zygmunt Cichy – polski działacz sportowy i artysta plastyk

postacie fikcyjne:
- Ijon Tichy – postać literacka, bohater kilkunastu opowiadań i powieści Stanisława Lema.